# August Alsina
August Anthony Alsina  Jr. (New Orleans, 3 settembre 1992) è un cantautore statunitense.

## Biografia
Alsina è nato a New Orleans, in Louisiana. Ha frequentato le scuole media a New Orleans. Sebbene nessuno nella sua famiglia facesse parte del mondo della musica, decide di iniziare a cantare dopo aver visto Lauryn Hill nel film Sister Act 2 . Ha cominciato caricando video su YouTube nel 2007, all'età di 14 anni.
Sia il padre che il patrigno hanno combattuto contro la dipendenza da crack. La madre di Alsina decide di trasferirsi con il figlio a Houston, in Texas, in cerca di un nuovo inizio dopo l'uragano Katrina nel 2005, poco dopo muore suo padre. Alsina viene poi cacciato di casa dalla madre e dopo l'uccisione di suo fratello maggiore, Melvin La'Branch III, avvenuta il 31 agosto 2010, nel 2011 decide di trasferirsi ad Atlanta.

## Carriera musicale

### 2012–14:Downtown: Life Under The GuneTestimonianza
Il suo primo mixtape The Product è stato rilasciato nell'aprile 2012, sebbene un mixtape "Untitled" con sei cover acustiche sia stato presentato in anteprima nell'ottobre 2011. Il suo singolo " I Luv This Shit " con Trinidad James è stato rilasciato nel gennaio 2013, e il suo mixtape The Product 2 è uscito nel maggio 2013.
L'EP Downtown: Life Under the Gun è stato rilasciato il 20 agosto 2013, con un video per "Hell on Earth", pubblicato il mese successivo. Il 14 gennaio 2014, Alsina ha pubblicato "Make It Home" con Jeezy, come singolo principale del suo album di debutto in studio. Insieme all'uscita, è stato rivelato che l'album sarebbe stato intitolato Testimony, rilasciato il 15 aprile 2014.

### 2015–2016:This Thing Called Life
L'11 dicembre 2015, Alsina ha pubblicato il suo secondo album in studio, This Thing Called Life . Ha debuttato al numero 14 della Billboard 200, con vendite nella prima settimana di 41 000 copie negli Stati Uniti. L'album è stato supportato da cinque singoli; "Hip Hop", "Why I Do It" (con Lil Wayne), "Song Cry", "Been Around the World" (con Chris Brown ) e "Dreamer".

### 2017-presente:The Product III: stateofEMERGEncy
Alsina ha lavorato al suo terzo album in studio dal 2017. Il 6 gennaio 2017, Alsina ha pubblicato i singoli Drugs, a cui hanno fatto seguito Lonely e Don't Matter. L'album, The Product III: State of Emergency è stato infine pubblicato il 26 giugno 2020. Nel 2022 ha pubblicato il singolo Beautiful Way, a cui ha fatto seguito la collaborazione con il debuttante Zu 2am.

## Stile musicale
La musica di Alsina rientra generalmente nella categoria R&B alternativa e all'hip-hop . Le sue principali influenze musicali sono Usher e Lyfe Jennings.

## Discografia

### Album
- Testimony (2014)
- This Thing Called Life (2015)
- The Product III: State of Emergency (2020)

## Vita privata
Nel luglio 2020 ha avuto una breve relazione con l'attrice Jada Pinkett Smith.